# Транслитерация русского алфавита латиницей
Транслитерация русского текста латиницей, или романизация русского текста, транслитерация русского текста с кириллицы на латиницу — передача букв, слов, выражений и связанных текстов, записанных с помощью русского алфавита (кириллического), средствами латинского алфавита.
Различают настоящую транслитерацию, при которой обеспечивается однозначное восстановление первоначального кириллического текста, и практическую транскрипцию, при которой лишь ставится цель передать русский текст латинскими буквами, например, для вставки в текст на иностранном языке.
К транслитерации приходится прибегать для компьютерного ввода текстов на русском языке при наличии аппаратных или программных ограничений на ввод кириллицы.
Часто системы транслитерации ориентируются на необходимость передачи произношения русских слов носителям какого-либо языка, использующего латинский алфавит, и с этой целью использующие графемы (буквы, в том числе с диакритикой, диграфы, триграфы и т. п.) и морфологические элементы данного конкретного языка. Например, русская фамилия «Воронин» может быть передана как Voronin в тексте на английском, испанском или чешском языках, Voronine — на французском, Voronins — на латышском и Woronin — на немецком или польском.

## Системы транслитерации
Существует большое количество несовместимых между собой стандартов транслитерации, но фактически ни один из них не получил большой популярности и в действительности транслитерация чаще всего проводится без каких-либо единых стандартов.

### Научная транслитерация
Международная научная система транслитерации используется лингвистами с XIX века. Она основана на чешском алфавите, и в свою очередь легла в основу многих международных стандартов.

### Государственные стандартыи приказы
ГОСТ 16876
ГОСТ 16876—71 был разработан Главным управлением геодезии и картографии при Совете министров СССР. Это единственный стандарт, в котором не используются диакритические знаки. В 1978 году этот стандарт был принят СЭВ и получил обозначение СТ СЭВ 1362. Обновлялся в 1973 и 1980 годах. Существовало два варианта транслитерации. В таблице 1 применялись диакритические знаки, в таблице 2 использовались лишь сочетания базовых латинских букв, этот вариант был обязателен при обмене информацией на машиночитаемых носителях. В 2002 году заменён на ГОСТ 7.79—2000.
ГОСТ 7.79
ГОСТ 7.79—2000 — адаптация международного стандарта ISO 9:1995, принятая в России и некоторых странах СНГ.
ISO 9:1995 «Transliteration of Slavic Cyrillic characters into Latin characters» — действующий стандарт, принятый Международной организацией по стандартизации (ISO). Согласно этому стандарту каждой из букв кириллических алфавитов однозначно соответствует одна буква латинского алфавита (в том числе с диакритикой), вне зависимости от положения буквы и языка первоначального текста. Стандарт позволяет транслитерировать на латиницу любой кириллический текст на любом современном языке, а потом по транслитерации восстановить оригинал. Так же, как и в ГОСТ 16876—71, существует два варианта транслитерации: система А использует диакритические знаки; система Б — лишь сочетания базовых латинских букв. Использование конкретной системы определяет орган, проводящий транслитерацию.

### Системы, применяющиеся в личных документах
Все три системы примерно одинаковы и схожи с системой Б ISO 9, ALA-LC, BGN/PCGN, однако полностью не идентичны ни одной из них, а также не согласованы между собой в отображении букв Е, Ё, И, Й, Х, Ц, Ъ, Ь, Ю, Я, что в определённых обстоятельствах может внести разночтения и путаницу.

#### Водительское удостоверение
Приказом МВД России от 20 июля 2000 года № 782 «О мерах по реализации постановления Правительства Российской Федерации от 15 декабря 1999 г. № 1396» (утратил силу с сентября 2016 года) была принята собственная система, используемая для транслитерации имён и географических названий в выдаваемых национальных и международных водительских удостоверениях. По желанию владельца записи латиницей могли дублироваться из загранпаспорта.
Согласно приказам МВД России от 13 мая 2009 года № 365 «О введении в действие водительского удостоверения» и от 20 октября 2015 года № 995 «Об утверждении Административного регламента Министерства внутренних дел Российской Федерации по предоставлению государственной услуги по проведению экзаменов на право управления транспортными средствами и выдаче водительских удостоверений», с апреля 2016 года транслитерация в водительских удостоверениях производится согласно рекомендациям ИКАО.

#### Заграничный паспортгражданина РФ
Паспорт советского образца
В заграничных паспортах советского образца применялась транслитерация на основе французского языка.
Приказ МВД 1997 года
В приказе МВД России от 26 мая 1997 года № 310 «Об утверждении Инструкции о порядке оформления и выдачи паспортов гражданам Российской Федерации для выезда из Российской Федерации и въезда в Российскую Федерацию» (утратил силу с марта 2010 года) была установлена система транслитерации для передачи имён и фамилий в загранпаспортах на основе английского языка.
ГОСТ Р 52535.1 и приказ ФМС России
ГОСТ Р 52535.1—2006 установил общие требования к заграничному паспорту гражданина Российской Федерации. В «Приложении А» стандарта отображена таблица транслитерации, которую следует использовать при передаче имён и фамилий. (ГОСТ действовал в период с 2007 по 2015 год; с 2015 года введён в действие ГОСТ Р ИСО/МЭК 7501-1—2013.)
Согласно приказу ФМС России от 3 февраля 2010 года № 26 «Об утверждении Административного регламента Федеральной миграционной службы по предоставлению государственной услуги по оформлению и выдаче паспортов гражданина Российской Федерации, удостоверяющих личность гражданина Российской Федерации за пределами территории Российской Федерации, и по исполнению государственной функции по их учёту» эта система должна была применяться в оформлении заграничных паспортов. По заявлению гражданина и при предоставлении необходимых подтверждающих документов, вместо этой системы могло использоваться написание, соответствующее предоставленным документам (паспорт, вид на жительство, виза и т. д.). В 2012 году данный приказ был признан утратившим силу, и с октября 2012 года данная система в паспортах больше не применялась.
Приказ МИД 2020 года
Согласно приказу МИД РФ от 12 февраля 2020 года № 2113, фамилия транслитерируется путём замещения русских букв латинскими (рекомендованная таблица соответствий приведена в приложении).
Международный стандарт, рекомендованный ИКАО
В приказе ФМС России 15.10.2012 № 320 «Об утверждении Административного регламента предоставления Федеральной миграционной службой государственной услуги по оформлению и выдаче паспортов гражданина Российской Федерации, удостоверяющих личность гражданина Российской Федерации за пределами территории Российской Федерации», указывается, что транслитерация (простое замещение русских букв на латинские) производится в соответствии с рекомендованным ИКАО международным стандартом. Описание рекомендаций по транслитерации включено в документ «Doc 9303. Машиносчитываемые проездные документы» (часть 3 «Спецификации, общие для всех МСПД», раздел 6, блок B «Транслитерация кириллических знаков»). Также Административный регламент допускает внесение в паспорт информации о владельце паспорта буквами латинского алфавита в соответствии с представленными (заявителем) документами.

### Международные телеграммы
При составлении международной телеграммы, исходящей из России на русском языке, её текст необходимо писать латинскими буквами. Для этого должна использоваться таблица транслитерации, определённая Инструкцией о порядке обработки международных телеграмм в отделениях связи, утверждённой Министерством РФ по связи и информатизации в 2001 году.

### Географические названия
Система транслитерации ООН
Система транслитерации ООН разработана Группой экспертов ООН по географическим названиям (ГЭГНООН) и была официально принята в 1987 году на Пятой конференции ООН по стандартизации географических названий в Монреале. Рекомендована для транслитерации географических названий и может использоваться при изготовлении карт. Практически идентична ISO/R 9 и ГОСТ 16876—71, однако отличается от ГОСТ 7.79—2000 в отображении букв Щ, Ю, Я.
Система BGN/PCGN
Система BGN/PCGN — стандарт, принятый Комиссией по географическим названиям США (в 1944 году) и Постоянным комитетом по географическим названиям Великобритании (в 1947 году) для передачи географических названий. Является по существу стандартизацией сложившейся практики передачи русских имён и хорошо понятен носителям английского языка. В стандарте не используются диакритика или необычные буквы за исключением буквы ë. В строгой версии стандарта средняя точка (•) может использоваться для того, чтобы избежать неоднозначностей. Система схожа с системой Британской академии 1917 года.
На практике часто используется упрощённая версия стандарта, в которой буква ё передаётся как yo, окончания -ий и -ый упрощаются до -y (а не -iy и -yy), и опускаются апострофы, передающие буквы ь и ъ. Подобная система с некоторыми изменениями принята для передачи русских имён и названий в английской Википедии.
Дорожные знаки
Для транслитерации названий на дорожных знаках применяется ГОСТ Р 52290—2004 (Приложение Г, таблицы Г.4 и Г.5).

### Библиотечные системы

#### ALA-LC
Система транслитерации Американской ассоциации библиотек и Библиотеки Конгресса — используется библиотеками США, Канады и Великобритании с 1975 года (обновлён в 1997 году). Имеет две версии — практическую и строгую. В последней используются диакритические знаки, а буквы некоторых диграфов соединяются вверху дужкой.

#### Британский стандарт
BS 2979:1958 — основная система, использующаяся издательством Oxford University Press и применявшаяся Британской библиотекой до 1975 года.

#### ГОСТ Р 7.0.34
ГОСТ Р 7.0.34—2014 рекомендован для применения в библиотечном и издательском деле, основан на ГОСТ 7.79—2000.

#### ISO 9:1995
Система однозначной транслитерации знак в знак, позволяя точно передавать транслитерацию с кириллицы и обратно без распознавания языка. Широко используется в каталогах европейских библиотек.

## Сравнительная таблица систем транслитерации
|           | Научная | ISO 9:1995, ГОСТ 7.79—2000 | ISO 9:1995, ГОСТ 7.79—2000 | ISO/R 9 (1968), ГОСТ 16876—71, СТ СЭВ 1362—78, ООН (1987) | ISO/R 9 (1968), ГОСТ 16876—71, СТ СЭВ 1362—78, ООН (1987) | BGN/PCGN (1944) | Британский стандарт (1958) | ALA-LC | Водительское удостоверение | Водительское удостоверение   | Загранпаспорт                   | Загранпаспорт          | Загранпаспорт     | Загранпаспорт | Международные телеграммы |
| Система А | Научная | Система Б                  | Таблица 1                  | Таблица 2                                                 | Приказ МВД № 782 (2000—2015)                              | BGN/PCGN (1944) | Британский стандарт (1958) | ALA-LC | Приказ МВД № 995 (с 2015)  | Приказ МВД № 310 (1997—2010) | ГОСТ Р 52535.1—2006 (2010—2012) | Стандарт ИКАО (с 2012) | Приказ МИД № 2113 |               | Международные телеграммы |
| --------- | ------- | -------------------------- | -------------------------- | --------------------------------------------------------- | --------------------------------------------------------- | --------------- | -------------------------- | ------ | -------------------------- | ---------------------------- | ------------------------------- | ---------------------- | ----------------- | ------------- | ------------------------ |
| А, а      | a       | a                          | a                          | a                                                         | a                                                         | a               | a                          | a      | a                          | a                            | a                               | a                      | a                 | a             | a                        |
| Б, б      | b       | b                          | b                          | b                                                         | b                                                         | b               | b                          | b      | b                          | b                            | b                               | b                      | b                 | b             | b                        |
| В, в      | v       | v                          | v                          | v                                                         | v                                                         | v               | v                          | v      | v                          | v                            | v                               | v                      | v                 | v             | v                        |
| Г, г      | g       | g                          | g                          | g                                                         | g                                                         | g               | g                          | g      | g                          | g                            | g                               | g                      | g                 | g             | g                        |
| Д, д      | d       | d                          | d                          | d                                                         | d                                                         | d               | d                          | d      | d                          | d                            | d                               | d                      | d                 | d             | d                        |
| Е, е      | e       | e                          | e                          | e, je                                                     | e                                                         | e, ye           | e                          | e      | e, ye                      | e                            | e, ye                           | e                      | e                 | e             | e                        |
| Ё, ё      | ë       | ë                          | yo                         | ë                                                         | jo                                                        | ë, yë           | ë                          | ë      | e, yo, ye                  | e                            | e, ye                           | e                      | e                 | e             | e                        |
| Ж, ж      | ž       | ž                          | zh                         | ž                                                         | zh                                                        | zh              | zh                         | zh     | zh                         | zh                           | zh                              | zh                     | zh                | zh            | j                        |
| З, з      | z       | z                          | z                          | z                                                         | z                                                         | z               | z                          | z      | z                          | z                            | z                               | z                      | z                 | z             | z                        |
| И, и      | i       | i                          | i                          | i                                                         | i                                                         | i               | i                          | i      | i, yi                      | i                            | i                               | i                      | i                 | i             | i                        |
| Й, й      | j       | j                          | j                          | j                                                         | jj                                                        | y               | ĭ                          | ĭ      | y                          | i                            | y                               | i                      | i                 | i             | i                        |
| К, к      | k       | k                          | k                          | k                                                         | k                                                         | k               | k                          | k      | k                          | k                            | k                               | k                      | k                 | k             | k                        |
| Л, л      | l       | l                          | l                          | l                                                         | l                                                         | l               | l                          | l      | l                          | l                            | l                               | l                      | l                 | l             | l                        |
| М, м      | m       | m                          | m                          | m                                                         | m                                                         | m               | m                          | m      | m                          | m                            | m                               | m                      | m                 | m             | m                        |
| Н, н      | n       | n                          | n                          | n                                                         | n                                                         | n               | n                          | n      | n                          | n                            | n                               | n                      | n                 | n             | n                        |
| О, о      | o       | o                          | o                          | o                                                         | o                                                         | o               | o                          | o      | o                          | o                            | o                               | o                      | o                 | o             | o                        |
| П, п      | p       | p                          | p                          | p                                                         | p                                                         | p               | p                          | p      | p                          | p                            | p                               | p                      | p                 | p             | p                        |
| Р, р      | r       | r                          | r                          | r                                                         | r                                                         | r               | r                          | r      | r                          | r                            | r                               | r                      | r                 | r             | r                        |
| С, с      | s       | s                          | s                          | s                                                         | s                                                         | s               | s                          | s      | s                          | s                            | s                               | s                      | s                 | s             | s                        |
| Т, т      | t       | t                          | t                          | t                                                         | t                                                         | t               | t                          | t      | t                          | t                            | t                               | t                      | t                 | t             | t                        |
| У, у      | u       | u                          | u                          | u                                                         | u                                                         | u               | u                          | u      | u                          | u                            | u                               | u                      | u                 | u             | u                        |
| Ф, ф      | f       | f                          | f                          | f                                                         | f                                                         | f               | f                          | f      | f                          | f                            | f                               | f                      | f                 | f             | f                        |
| Х, х      | x       | h                          | x                          | h, ch                                                     | kh                                                        | kh              | kh                         | kh     | kh                         | kh                           | kh                              | kh                     | kh                | kh            | h                        |
| Ц, ц      | c       | c                          | cz, c                      | c, ts                                                     | c                                                         | ts              | ts                         | t͡s     | ts                         | ts                           | ts                              | tc                     | ts                | ts            | c                        |
| Ч, ч      | č       | č                          | ch                         | č                                                         | ch                                                        | ch              | ch                         | ch     | ch                         | ch                           | ch                              | ch                     | ch                | ch            | ch                       |
| Ш, ш      | š       | š                          | sh                         | š                                                         | sh                                                        | sh              | sh                         | sh     | sh                         | sh                           | sh                              | sh                     | sh                | sh            | sh                       |
| Щ, щ      | šč      | ŝ                          | shh                        | ŝ, šč                                                     | shh                                                       | shch            | shch                       | shch   | shch                       | shch                         | shch                            | shch                   | shch              | shch          | sc                       |
| Ъ, ъ      | ʺ       | ʺ                          | ‶                          | ʺ                                                         | ʺ                                                         | ʺ               | ʺ                          | ʺ      | '                          | ie                           | "                               | —                      | ie                | ie            | —                        |
| Ы, ы      | y       | y                          | y‵                         | y                                                         | y                                                         | y               | ȳ (ui)                     | y      | y                          | y                            | y                               | y                      | y                 | y             | y                        |
| Ь, ь      | ʹ       | ʹ                          | ‵                          | ʹ                                                         | ʹ                                                         | ʹ               | ʹ                          | ʹ      | '                          | —                            | '                               | —                      | —                 | —             | —                        |
| Э, э      | è       | è                          | e‵                         | è                                                         | eh                                                        | e               | é                          | ė      | e                          | e                            | e                               | e                      | e                 | e             | e                        |
| Ю, ю      | ju      | û                          | yu                         | û, ju                                                     | ju                                                        | yu              | yu                         | i͡u     | yu                         | iu                           | yu                              | iu                     | iu                | iu            | iu                       |
| Я, я      | ja      | â                          | ya                         | â, ja                                                     | ja                                                        | ya              | ya                         | i͡a     | ya                         | ia                           | ya                              | ia                     | ia                | ia            | ia                       |

## Системы транслитерации на основе конкретных языков
Существуют также традиционные системы, построенные с учётом особенностей конкретного языка. Активно применялись до середины XX века до принятия международных систем. Немецкая используется в немецкой Википедии и в немецких изданиях (например, в Дудене). Польская по сей день используется в Польше для транскрипции русских собственных имён и географических названий, не имеющих польских эквивалентов. Французская применялась в загранпаспортах советского образца.
|      | Немецкая                                                                  | Польская | Французская                                                                                          |
| ---- | ------------------------------------------------------------------------- | --- | --- |
| А, а | a                                                                         | a | a |
| Б, б | b                                                                         | b | b |
| В, в | w                                                                         | w | v |
| Г, г | g; w (в окончании -ого/-его)                                              | g | g; gu (перед e, i)                                                                                   |
| Д, д | d                                                                         | d | d |
| Е, е | e; je (в начале слов и после гласных)                                     | je (в начале слов и после гласных); e (после букв ж, л, ц, ч, ш, щ); ie (после остальных согласных букв) | e; ïe (после гласной, но не после «и»); ie (в начале слов, после «ь» и «ъ»)                          |
| Ё, ё | jo; o (после шипящих)                                                     | jo (в начале слов и после гласных); o (после букв ж, л, ц, ч, ш, щ); io (после остальных согласных букв) | io; e (в некоторых традиционных написаниях)                                                          |
| Ж, ж | sch (или sh)                                                              | ż | j |
| З, з | s                                                                         | z | z |
| И, и | i                                                                         | i (в начале слова после всех букв кроме ж, ц, ш, ь); ji (после мягкого знака); y (после букв ж, ц, ш) | i; ï (после гласной, но не после «и»)                                                                |
| Й, й | i (после гласных); j (в начале слогов); (в окончаниях -ий/-ый опускается) | j | ï; (в окончаниях -ий, ый опускается)                                                                 |
| К, к | k; («кс» = x)                                                             | k («кс» = ks) | k; («кс» = x)                                                                                        |
| Л, л | l                                                                         | l (перед буквами е, ё, и, ь, ю, я; если перед этими буквами стоит «лл», то транскрибируется как ll); ł (в конце слова и перед всеми буквами, кроме е, е, и, ь, ю, я, а также во «лл», если «лл» не стоит перед буквами е, е, и, ь, ю, я) | l |
| М, м | m                                                                         | m | m |
| Н, н | n                                                                         | n | n; ne (на конце слов после «и», «ы», «у»)                                                            |
| О, о | o                                                                         | o | o |
| П, п | p                                                                         | p | p |
| Р, р | r                                                                         | r | r |
| С, с | s, ss (между гласными)                                                    | s | s; ss (между гласными)                                                                               |
| Т, т | t                                                                         | t | t |
| У, у | u                                                                         | u | ou; u (в некоторых традиционных написаниях)                                                          |
| Ф, ф | f                                                                         | f | f |
| Х, х | ch                                                                        | ch | kh                                                                                                   |
| Ц, ц | z                                                                         | c | ts                                                                                                   |
| Ч, ч | tsch                                                                      | cz | tch                                                                                                  |
| Ш, ш | sch                                                                       | sz | ch                                                                                                   |
| Щ, щ | schtsch (или stsch)                                                       | szcz | chtch                                                                                                |
| Ъ, ъ | (опускается); j (перед «е»)                                               | (опускается) | (опускается)                                                                                         |
| Ы, ы | y                                                                         | y | y |
| Ь, ь | ' (или опускается); j (перед «е» и «и»)                                   | ' (или опускается) | ' (или опускается)                                                                                   |
| Э, э | e                                                                         | e | e |
| Ю, ю | ju                                                                        | ju (в начале слов и после гласных); u (после буквы л); iu (после остальных согласных букв) | iou; ïou (после гласной, но не после «и»); ou (после «и»); you (в некоторых традиционных написаниях) |
| Я, я | ja                                                                        | ja (в начале слов и после гласных); a (после буквы л); ia (после остальных согласных букв) | ia; ïa (после гласной, но не после «и»); a (после «и»); ya (в некоторых традиционных написаниях)     |

### Комментарии
1. ↑  По техническим причинам в документах используются только заглавные буквы.
2. 1 2 3 4 5 6  Согласно приказу по Главному управлению геодезии и картографии при Совете Министров СССР от 13 мая 1983 года № 231п[15] и последующим рекомендациям ООН за 1987 год для транслитерации букв Е, Х, Ц, Щ, Ю, Я в географических названиях используются только e, h, c, šč, ju, ja.
3. 1 2 3 4 5 6  Допустимые альтернативные варианты.
4. 1 2  В начале слов и после гласных.
5. 1 2  В начале слов, а также после гласных и Ь, Ъ.
6. 1 2 3  После Ь.
7. ↑  После согласных Ч, Ш, Щ, Ж.
8. ↑  После согласных, кроме Ч, Ш, Щ, Ж.
9. ↑  Рекомендуется использовать c перед буквами e, i, y, j; и cz — в остальных случаях.
10. 1 2  Соответствие для знаков русского алфавита Ъ и Ь не определено стандартом.
11. 1 2  Русские буквы Ъ и Ь при транслитерации телеграмм не должны применяться, соответствие для них не установлено.
12. ↑  Соответствие для знака Ь русского алфавита не определено стандартом (буква не транслитерируется).

### Документы
- Система транслитерации ООН 1987 (оригинальный документ — Fifth United Nations Conference on the Standardization of Geographical Names. Montreal, 18—31 August 1987. Vol. I // Report of the Conference, pp. 40—41) (англ.)
- ALA-LC Romanization Table for Russian (англ.)
- Searching for Cyrillic items in the catalogues of the British Library: guidelines and transliteration tables (англ.)
- Romanization System for Russian. BGN/PCGN 1947 System (англ.)